# キア・オプティマ
オプティマ (OPTIMA、朝: 옵티마) は、大韓民国の自動車会社、起亜により製造・販売されている4ドアセダン/5ドアステーションワゴン型の普通乗用車である。3代目以降の韓国国内市場と5代目からの北米市場では「K5」（ケイ・ファイヴ）の名で販売され、歴代全てがヒョンデ・ソナタとプラットフォームを共有する。

## 初代 型式: MS型 (2000年 - 2005年)
| 初代オプティマ |  | 初代オプティマ |
| 初代オプティマ |  |                |

2000年、マツダ・クロノスベースのクレドス/クラルスの後継車種として登場。欧州やカナダなどではマジェンティス（Magentis ）の車名で販売された。起亜が経営破綻により現代自動車傘下となった関係でヒュンダイ・ソナタ（EF型）とプラットフォームを共有する。本来はヒュンダイ・ソナタ(EF型)のマイナーチェンジ版として開発が進められていたが、急遽旧態化していた「クレドスII」の後継車種となった。
| 初代オプティマリーガル |  | 初代オプティマリーガル |
| 初代オプティマリーガル |  |                        |

2002年、韓国ではアメリカと同じ「オプティマ」のネーミングで販売され、マイナーチェンジで上級版の「オプティマリーガル」が追加された。排気量は1.8/2.0の直4と2.5のV6仕様（オプティマリーガルの登場時に韓国国内でオプティマの2.5リッターV6エンジンモデルの生産は終了）。なお、オプティマリーガル登場に伴い、それまで生産していたポテンシャ（マツダ・ルーチェ（5代目）のライセンス生産）が廃止となった。一部改良で韓国車初のCVT搭載モデル（ランサー・セディアのCVTミッションを搭載）を設定、韓国国内ではSS-CVTという名称で呼ばれていた。(ちなみにSS-CVTとは「Steptronics Sports mode - Continuously Variable Transmission」の頭文字であるとされている）

## 2代目 型式: MG型 (2005年 - 2010年)
| ロッツェ |  | ロッツェ |
| ロッツェ |  |          |

| ロッツェアドバンス |  | ロッツェアドバンス |
| ロッツェアドバンス |  |                    |

2005年のフランクフルトモーターショーで新型マジェンティスがデビュー。続いて東京モーターショーにも出品され、11月に韓国でロッツェ（Lotze 、ただし韓国語の発音ではロチェとなる）の名称で発売が開始された。ヒュンダイ・ソナタ（NF型）とプラットフォームを共有する。アメリカでは2006年5月に新型オプティマとして発売された。なお、韓国・米国仕様と欧州・カナダ仕様ではテールランプの意匠が異なっていた。
韓国では2005年11月末にロッツェ・タクシーがデビューし、2.0直4LPI仕様が追加された。NFソナタと違い、1.8リッター仕様が継続設定されているのが特徴。また、2007年4月に最初のマイナーチェンジが行われ「アドバンス」のサブネームが付けられた。
| ロッツェイノベーション |  | ロッツェイノベーション |
| ロッツェイノベーション |  |                        |

さらに2008年4月、ニューヨーク国際オートショーで大幅なフェイスリフトを受けたオプティマが発表された。韓国版ロッツェには「イノベーション」というサブネームが付けられている。このフェイスリフトはVW・アウディのチーフデザイナーであったペーター・シュライヤーの指揮下で行われ、「タイガーグリル」と呼ばれる新デザインのラジエターグリルが採用された。タイガーグリルはキアの新しい顔として以後順次他の車種にも採用されていくこととなる。

## 3代目 型式: TF型 (2010年 - 2015年)
| K5（前期） |  | K5（前期） |
| K5（前期） |  |            |

| K5（後期） |  | K5（後期） |
| K5（後期） |  |            |

2010年3月、新型オプティマの詳細と画像が公開され、併せて4月のニューヨーク国際オートショーでワールドプレミアされることが発表された。同年5月には韓国にて「K5」の車名で発売が開始された。なお、韓国以外では欧州およびカナダ仕様車も含めて「オプティマ」の車名に統一された。プラットフォームはヒュンダイ・ソナタ（YF型）との共用で、足回りもソナタと同じくフロントにストラット、リヤにマルチリンクを採用している。エンジンも同様で、2.0Lのθ（シータ）IIエンジンと同LPI、2.4LのθII・GDiエンジンの3種を用意。これに6MTもしくは6AT（LPIは5MT/5AT）を組み合わせる。なおK5の「K」はK7同様にKia（起亜自動車）、Korea（韓国）、Kratos（ギリシャ語で「支配」という意味）、Kinetic（英語で「躍動的な」という意味）それぞれの頭文字をあらわし、「5」は車格（中型車）をあらわしている。2011年3月、中国にて起亜K5発売開始。生産は合弁企業である東風悦達起亜が行っている。2011年4月、北米仕様車の生産をアメリカ合衆国ジョージア州ウェストポイントのKMMG（キア・モーターズ・マニュファクチュアリング・ジョージア）に移管することが発表された
。
2013年6月13日、「The New K5」としてマイナーチェンジ。LEDデイライト内蔵のヘッドライト、LEDフォグランプ、新造形のLEDリヤコンビレンズなどを採用するとともに、内外装の質感を向上させた。尚、ハイブリッド仕様については従来モデルを継続販売。

### K5ハイブリッド
| K5ハイブリッド（前期） |  | K5ハイブリッド（前期） |
| K5ハイブリッド（前期） |  |                        |

| K5ハイブリッド 500h（後期） |  | K5ハイブリッド 500h（後期） |
| K5ハイブリッド 500h（後期） |  |                             |

2010年9月のパリモーターショーで欧州初公開。同年11月には、ロサンゼルスオートショーにてハイブリッド仕様が発表され、2011年3月のソウルモーターショーを経て、5月2日に韓国内で発売を開始した。スペックはメカニズムの多くを共用するヒュンダイ・ソナタハイブリッドとほぼ共通で、軽量・シンプルな構造が特徴の「並列式ハードタイプ」を採用。エンジンと電気モーターを1本の軸で連結させたことで20km/h以下の速度域においてモーターのみで走行することが可能となっている。低速域における歩行者への安全性に配慮し「仮想エンジンサウンドシステム」を備えた点やトランスミッションに専用開発の6速ATを搭載した点もソナタハイブリッドと同じである。
2013年12月、改良を受けるとともに車名を「K5ハイブリッド 500h」に変更した。

## 4代目 型式: JF型 (2015年 - 2019年)
| 2015年FMC型 MX |  | 2015年FMC型 MX |
| 2015年FMC型 MX |  |                |

| 2015年FMC型 SX |  | 2015年FMC型 SX |
| 2015年FMC型 SX |  |                |

2015年4月に開催されたソウルモーターショー2015で世界初公開。エレガントな「MX（Modern Ex（＝X）treme）」シリーズとスポーティな「SX（Sporty Ex（＝X）treme）」シリーズの2種が展示され、今夏発売予定とアナウンスされた。
2015年7月15日、韓国にて新型「K5」として発表・発売開始。エクステリアは先鋭的だった先代のキープコンセプトとしながらも、各部を徹底的に昇華させている。
エンジンはベースであるLF型ヒュンダイソナタ同様に全体的なダウンサイジングが図られ、従来の2.0Lガソリン（2.0　CVVL）、2.0L・GDiターボ（θII）に加え、新たに1.6L・GDiターボ（γ1.6　GDi）、法人・障害者向け2.0L・LPG（NEW 2.0　LPi）、1.7Lディーゼル（U2　1.7）を加えた計5種となる。尚、ディーゼルは同年9月から販売する新車に義務付けられる「ユーロ6基準」を満たす。
軽量化や安全性能に関しても大幅に強化され、超高張力鋼板（AHSS）の使用比率を先代の21％から51％へと大幅に引き上げたことで、軽量化と剛性向上の両立を図った。運転席のニー部分を含んだ7つのエアバッグに加え、シャーシー統合制御装置（VSM）、後方駐車補助装置、坂道発進補助装置（HAC）、急ブレーキ警報装置（ESS）を全車に標準装備とし、一部グレードには前の車との間隔を維持して追突を防ぐ「アドバンスド・スマート・クルーズ・コントロール（ASCC）」と「緊急ブレーキ補助システム（AEB）」も設定されている。
また、国産車で初めてとなるスマートフォン無線充電装置に加え、インフォテイメント装置の「UVO 2.0」とJBLサウンドシステムも設定された。 
尚、上述の「MX」と「SX」は一部グレードにおいては同額で購入時に選択が可能となっている。
ハイブリッドモデルに関しては、従来型を継続販売していたが、2015年12月3日にJF型ベースへとフルモデルチェンジされた。
2018年1月、「THE NEW K5」としてマイナーチェンジ。前後レンズ類、バンパーを一新した。従来の「MX」・「SX」の2シリーズ構成を廃止し、1本化した。パワーユニットは2.0L・GDiターボを廃止し、4種へ。

## 5代目 型式: DL3型 (2019年 - )
| K5 DL3 |  | K5 DL3 |
| K5 DL3 |  |        |

2019年11月12日にイメージ公開が行われ、同月21日に本国で事前注文受付を開始し、12月に韓国で発売された。事前注文受付初日、1日で7,003台の契約をして人気を集め、3日で1万台を受注。12月12日までに計16000台の契約が成立した。
デザインは好まない人もいるが、全般的には好評である。
ファストバックスタイルの側面デザインを披露しており、前後面のデザインはかなり攻撃的である。
ガソリンモデルとハイブリッドモデルはデザインに若干の違いがあり、ガソリンモデルのデザインがより攻撃的となる。
12.3インチLCDメーター、10.25インチセンターディスプレイなど先進装備を搭載しており、レンタカー仕様を除いた全車にダイヤル式シフトが採用されている。
160馬力の2.0L自然吸気ガソリン、180馬力の1.6Lガソリンターボ、146馬力の2.0L・ LPG、152馬力の2.0Lハイブリッドの4種類が韓国市場で同時に発売され、トランスミッションは2.0L自然吸気ガソリンとハイブリッドモデルに6段AT、1.6Lターボ仕様には8段ATを搭載している。MTは非設定。
北米市場では2021年型モデルで発売され、韓国名と同じ「K5」に変更して販売されるが、12.3インチLCDメーターは北米仕様には備わらない。
北米でのパワートレインは180馬力の1.6Lガソリンターボエンジン+8段ATと290馬力の2.5Lガソリンターボエンジン+8段DCT（GT）から構成され、1.6ターボ仕様ではAWDが選択可能。 K5のAWDモデルやGTモデルは本国には設定がなく、北米市場専用となる。